# Ratoath
Ratoath es una localidad situada en el condado de Meath de la provincia de Leinster (República de Irlanda), con una población en 2016 de 9533 habitantes.
Se encuentra ubicada al este del país, a poca distancia al norte de Dublín y al oeste de la costa del mar de Irlanda.